# Cadillac Formula 1 Team
Cadillac Formula 1 Team, és un equip de Formula 1 amb seu a EEUU. El fabricant d'automòbils nord-americà General Motors te una llicencia per competir com a constructor sota la marca Cadillac a partir de la temporada 2026, utilitzarà inicialment motors Ferrari, però està previst que es converteixi en fabricant de motors el 2028.

## Història
El gener de 2023, General Motors va anunciar la seva intenció d'introduir la marca Cadillac al campionat del món de Fórmula 1 en col·laboració amb Andretti Global. El projecte va ser aprovat en primara instancia per la FIA però rebutjat pel Formula One Group.
Finalment, Stefano Domenicali, president de Formula One Group, el novembre de 2024 va anunciar oficialment que General Motors entraria al campionat com a constructor l'any 2026 sota la marca Cadillac, i que entraria com a proveïdor de motors en una data posterior. General Motors va confirmar que el campió mundial de pilots de la temporada 1978 Mario Andretti formaria part de la junta directiva. Al desembre, l'antic CEO de Virgin i Marussia, Graeme Lowdon, va ser confirmat com a director de l'equip.

## Resultats
| Any  | Nom                     | Cotxe | Motor            | Pneumátics | Combustible | No. | Conductors | Punts | WCC |
| ---- | ----------------------- | ----- | ---------------- | ---------- | ----------- | --- | ---------- | ----- | --- |
| 2026 | Cadillac Formula 1 Team |       | Ferrari 1.6 V6 t | P          |             |     |            |       |     |